# Ред Клауд (Небраска)
Ред Клауд (енгл. Red Cloud) град је у америчкој савезној држави Небраска.

## Демографија
По попису из 2010. године број становника је 1.020, што је 111 (-9,8%) становника мање него 2000. године.
| Група             | 2000.         | 2010.       |
| Белци             | 1.092 (96,6%) | 947 (92,8%) |
| Афроамериканци    | 2 (0,2%)      | 8 (0,8%)    |
| Азијати           | 11 (1,0%)     | 4 (0,4%)    |
| Хиспаноамериканци | 11 (1,0%)     | 44 (4,3%)   |
| Укупно            | 1.131         | 1.020       |